# Amager Strandpark

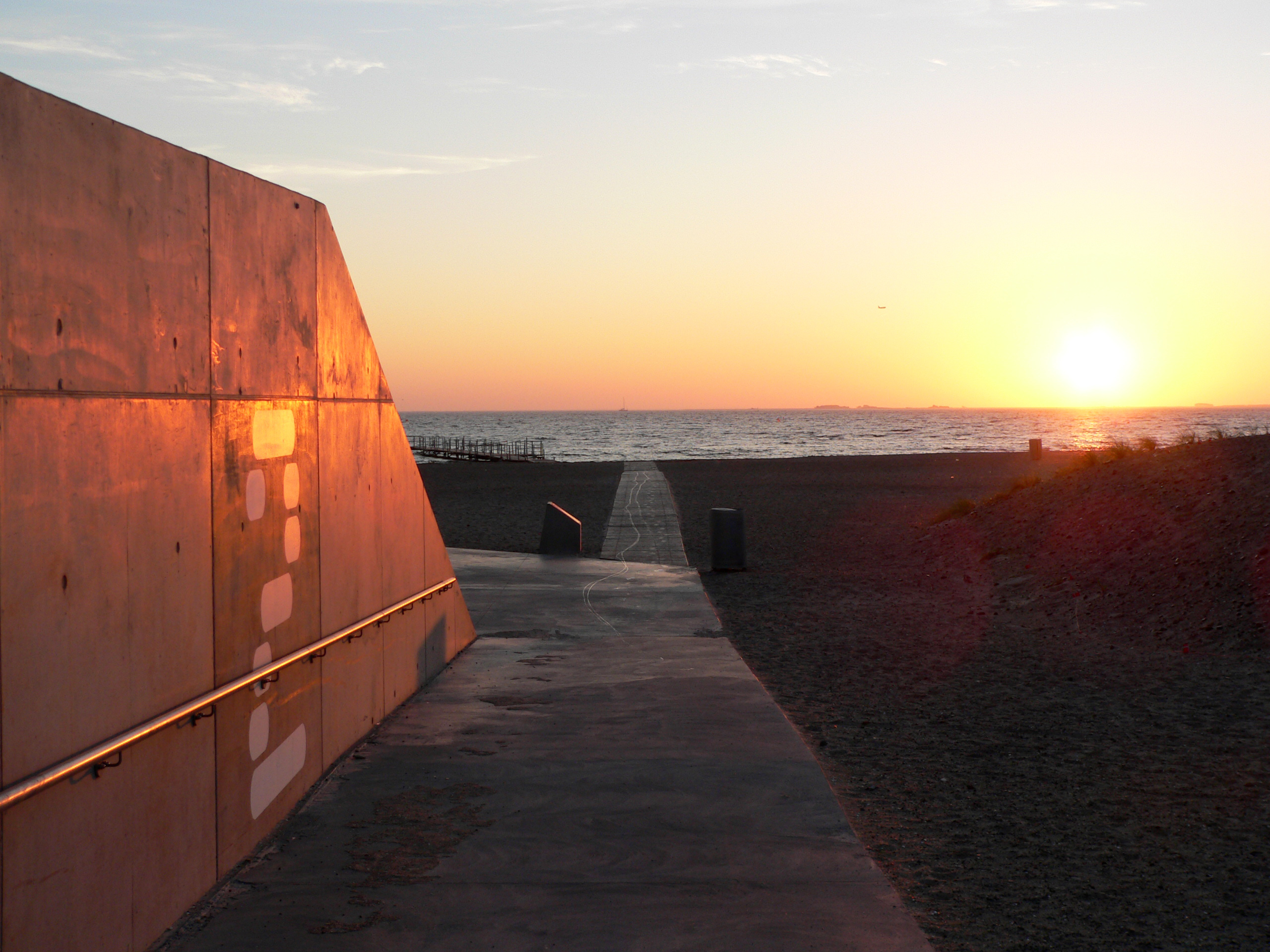
Sonnenaufgang am Amager Strandpark

Amager Strandpark (auch Amager Strand) ist ein geschütztes Naherholungsgebiet, das an der Ostküste der dänischen Insel Amager liegt. Der rund 60 Hektar große Park am Öresund ist mit etwa fünf Kilometer Entfernung vom Kopenhagener Rådhuspladsen der nächstliegende Strand vom Zentrum der Metropole. Das Gelände besteht aus einer vorgelagerten künstlichen Insel, die 2005 fertiggestellt wurde. Mit einem 4,6 km langen Badestrand rund um die Insel hat der Park den größten Strand der dänischen Hauptstadt. 
Amager Strandpark befindet sich im Besitz der Københavns Kommune und der Frederiksberg Kommune, die zusammen mit dem ehemaligen Københavns Amt 2003 die Betreibergesellschaft Amager Strandpark I/S gründeten. 

## Parkgestaltung
Während der nördliche Teil der Insel einer Dünenlandschaft gleicht, wurde im Süden ein Park angelegt, an dem eine Promenade bis zu einem kleinen Gasthafen an die Südspitze führt. Die Insel wird vom Festland durch einen Kanal und eine künstliche Lagune mit flacherem Wasser getrennt, über die drei Brücken führen. Entlang der Straße Amager Strandvej auf dem Festland befinden sich neben einem weiteren, knapp 1,5 km langen Strandabschnitt die beiden Parks Tiøren sowie Femøren, der im Sommer oft Spielstätte für Rockkonzerte ist. Über drei Haltestellen der M2 (Öresund, Amager Strand und Femøren) ist der Strandpark an das U-Bahn-Netz der Kopenhagener Metro angeschlossen.

## Geschichte
Die Ostküste Amagers bestand ursprünglich aus einem Sumpfgebiet, durch das 1780 das dänische Militär einen Weg, den heutigen Amager Strandvej, anlegte. 1915 wurde im Norden die Seebadeanstalt Helgoland errichtet. Mit der Zeit kamen ein Yachthafen und Badebrücken hinzu und Garten- und Fischereivereine wurden gegründet. Um die Küste als Erholungsgebiet weiter auszubauen, wurde 1934 der Abschnitt zwischen Øresundsvej im Norden und Kastrup Fort im Süden als Strand angelegt. Der Gezeitenstrom führte den Sand jedoch immer wieder zurück in den Öresund, so dass bis 1948 rund 95.000 m3 Sand an die Küste gespült werden musste. Danach diente bis 1962 neben weiteren Sandvorspülungen eine Spundwand dem Küstenschutz. Doch auch sie konnte die Abtragungen nicht verhindern, so dass im Laufe der Zeit Forderungen nach einem neuen Strand immer lauter wurden. Erste Planungen aus den 1980er Jahren endeten schließlich mit dem ersten Spatenstich im Mai 2004, und nach etwa 15 Monaten Bauzeit konnte der neue Strand am 18. August 2005 vom dänischen Kronprinzenpaar Mary und Frederik eingeweiht werden. Dabei wurde im Verlauf der Arbeiten die alte Badeanstalt Helgoland abgerissen und durch eine neue ersetzt. Die Baukosten beliefen sich auf rund 200 Mio. Dänische Kronen.